# Cupidon et Psyché (Musées du Capitole)
Pour les articles homonymes, voir L'Amour et Psyché.
La statue en marbre de Cupidon et Psyché, conservée dans les Musées du Capitole, à Rome, est une copie romaine du Ier  ou  IIe siècle de notre ère, d'après un original grec de l'époque hellénistique. Elle a été donnée aux Musées du Capitole par le pape Benoît XIV en 1749, peu de temps après sa découverte. Son gracieux équilibre et son aspect sentimental en ont fait un favori pour des générations d'artistes néoclassiques et de visiteurs, et elle a été copiée dans de nombreuses œuvres à biscuit en porcelaine. Antonio Canova a sciemment essayé de surpasser l'antique original avec son propre Amour et Psyché de 1808.

## Historique
La sculpture a été découverte dans le jardin de la vigna de la canonico Panicale sur la Colline de l'Aventin en février 1749.
La sculpture a complètement éclipsé un marbre romain préalable représentant un Cupidon ailé et Psyché, qui avait été découvert au XVIIe siècle et confié à la collection Médicis à Florence. Le Cupidon et Psyché du Capitole a fait partie des meilleures œuvres des collections romaines séquestrées par les Français selon les termes du traité de Tolentino (1797) et transférées à Paris. L'œuvre est revenue à Rome après la chute de Napoléon Ier.
Une autre version de l'Amour et Psyché a été découverte par Giuseppe Fede dans ses premières fouilles à la Villa d'Hadrien de Tivoli. Elle a disparu aujourd'hui.

## Notoriété
Le sculpteur Antonio Canova a relevé le défi, essayant d'égaler l'œuvre, avec son Amour et Psyché de 1808 (au Musée de l'Ermitage de Saint-Pétersbourg).

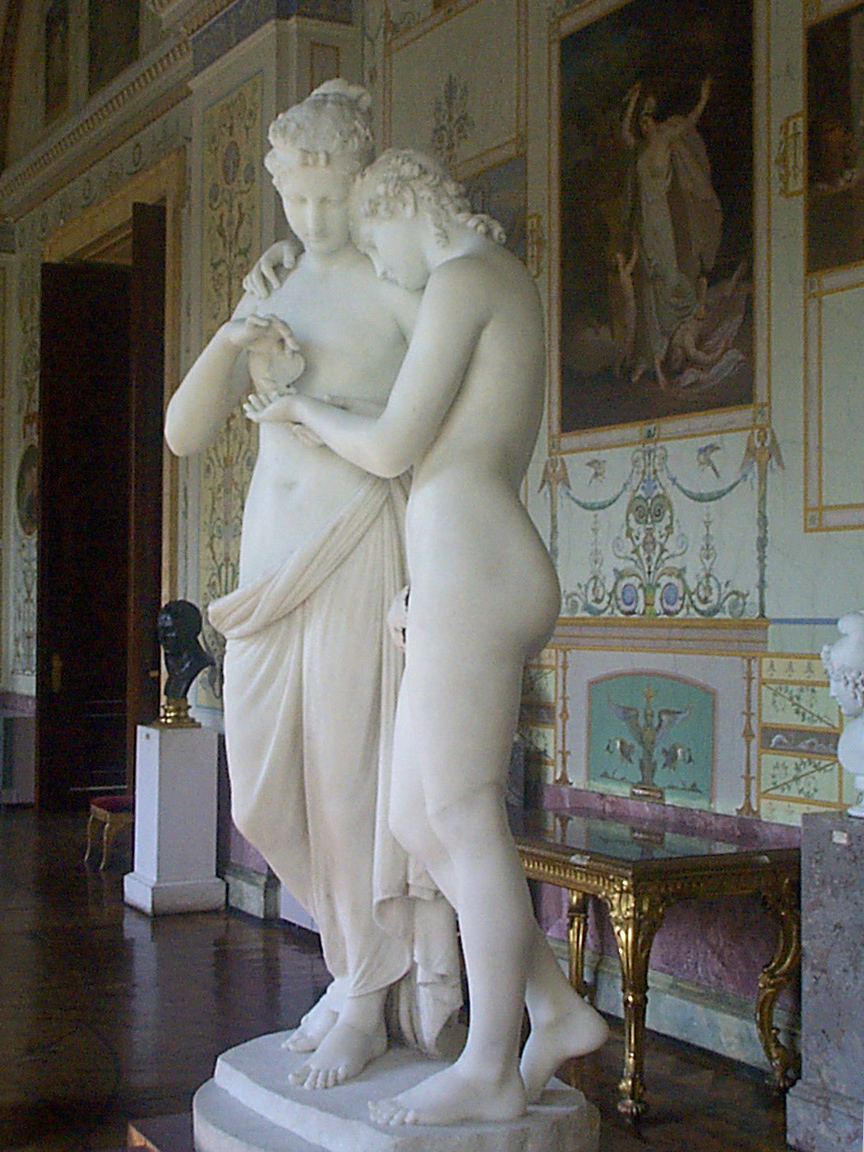
L'Amour et Psyché par Antonio Canova, 1808 (Musée de l'Ermitage, Saint-Pétersbourg)